# Зіткнення автобусів у Малоритському районі (2011)
Зіткнення автобусів у Малоритському районі — дорожньо-транспортна пригода, що сталася на перехресті доріг Кобринь — Малорита і Берестя — Мокрани в Малоритському районі, Берестейська область, Білорусь. Внаслідок зіткнення мікроавтобуса «Фольксваген-Каравела» та автобуса «Ікарус» загинуло 7 і постраждало 8 осіб. За фактом ДТП відкрито кримінальне провадження за ч. 3 ст. 317 Кримінального кодексу Республіки Білорусь.

## Хронологія
23 квітня о 13:20 за місцевим часом водій мікроавтобуса «Фольксваген-Каравела», рухаючись по другорядній дорозі, не врахував знак «Рух без зупинки заборонено», виїхав на перехрестя і зіткнувся з українським рейсовим автобусом «Ікарус», який їхав за маршрутом Ковель — Берестя. Начальник відділу агітації і пропаганди ДАІ Брестського відділу УВС Наталя Сахарчук повідомила, що:

Ад удару рэйсавы аўтобус развярнула, ён з'ехаў у кювет і перакуліўся на дах. «Фольксваген-Каравела» праехаў наперад прыкладна пяць метраў і спыніўся на сваёй паласе руху.

У результаті аварії водій Volkswagen і п'ятеро з дев'яти пасажирів загинули на місці. Серед загиблих троє дітей і двоє дорослих. Четверо пасажирів «Фольксвагена» з травмами різного ступеня тяжкості госпіталізовані до Брестської обласної лікарні. Серед них дівчина, дві жінки та один чоловік.
В «Ікарусі» їхало семеро пасажирів. Один із них загинув на місці аварії. Водія автобуса та трьох пасажирів із травмами госпіталізували. Інші троє пасажирів рейсового автобуса не постраждали.